# Géza Kalocsay
Pour les articles homonymes, voir Kalocsay.
Dans le nom hongrois Kalocsay Géza, le nom de famille précède le prénom, mais cet article utilise l’ordre habituel en français Géza Kalocsay, où le prénom précède le nom.
Géza Kalocsay (également parfois orthographié Géza Kalocsai), né le 30 mai 1913 à Beregszász (Autriche-Hongrie) (aujourd'hui Berehove en Ukraine), mort le 26 septembre 2008 à Budapest, était un footballeur et entraîneur d'origine hongroise.

## Biographie
Il compte 3 sélections en équipe de Tchécoslovaquie de football et deux sélections pour la Hongrie. 
Il fut notamment entraineur du Standard de Liège pendant 3 saisons, où il remporta un titre de champion de Belgique.
Il précède Auguste Jordan, celui-là même qui remplaça au pied levé Jean Prouff blessé.

## Palmarès

### Joueur
Sparta Prague
- Championnat de Tchécoslovaquie : 1935/36
- Coupe Mitropa: 1935

 Olympique lillois
- Coupe de France : Finaliste 1938/39

 Ferencváros
- Championnat de Hongrie : 1940/41

 Újpest FC
- Championnat de Hongrie : Finaliste 1941/42

 Tchécoslovaquie
- Coupe du monde 1934 : Finaliste

### Entraîneur
Standard Liège
- Championnat de Belgique: 1960/61

 Újpesti Dózsa SC
- Championnat de Hongrie : 1961/62
- Coupe d'Europe des vainqueurs de coupe : Demi-finaliste 1961/62

 Górnik Zabrze
- Ekstraklasa : 1966/67
  - Finaliste : 1968/69
- Coupe de Pologne : 1968, 1969
- Ligue des champions de l'UEFA : Quarts de finale 1968

 Al Ahly
- Championnat d'Égypte : 1980/81, 1981/82
- Ligue des champions de la CAF : 1982